# Баґно (Монецький повіт)
Баґно (пол. Bagno) — село в Польщі, у гміні Ясвіли Монецького повіту Підляського воєводства.
Населення — 251 особа (2011).
У 1975-1998 роках село належало до Білостоцького воєводства.

## Демографія
Демографічна структура станом на 31 березня 2011 року:
|          | Загалом | Допрацездатний вік | Працездатний вік | Постпрацездатний вік |
| -------- | ------- | ------------------ | ---------------- | -------------------- |
| Чоловіки | 136     | 42                 | 73               | 21                   |
| Жінки    | 115     | 26                 | 56               | 33                   |
| Разом    | 251     | 68                 | 129              | 54                   |